# 郑州公交Y5路
郑州公交Y5路是河南省郑州市的一条夜间公共汽车线路，前身为于2002年3月开通的805路，连接郑州站与郑州东站两大车站。

## 线路历史
2002年3月26日，夜间线路805路开通，走向与85路基本一致。
2018年1月30日，郑州公交夜班线路调整，夜间服务Y805路调整为Y5路，来往于郑州东站与火车站北港湾，服务时间为4:30-5:45以及21:05-00:00。

## 线路基本资料

### 线路走向
Y5路运行区间为郑州东站↔火车站北港湾，除东端终点站外，路线与85路基本一致。
- 经过道路：商鼎路、东风南路、商都路、郑汴路、东大街、管城街、商城路、人民路、正兴街、福寿街

### 服务时间
- 郑州东站：21:05～00:00、04:30～05:45
- 火车站北港湾：21:05～00:00、04:30～05:45

### 收费
- 全程单价RMB¥1，无人售票，支持绿城通（普通储值卡8折，成人月票5折，学生月票2.5折，老年卡免费）、微信/支付宝乘车码及银联云闪付。

### 与郑州地铁的换乘
- █ 1号线：二七广场、郑州东站
- █ 2号线：东大街
- █ 3号线：二七广场、西大街、东大街、郑州文庙、博览中心、凤凰台、东十里铺、通泰路、西周、东周
- █ 4号线：东十里铺
- █ 5号线：郑州东站

### 停站
| 下行站序 | 上行站序 | 站名           | 所在道路     | 轨交换乘                             | 周边地点                                                 |
| 1        | 22       | 郑州东站       | 郑州东站南侧 | 郑州东站 15 郑州东站                 | 郑州东站、郑州高铁长途汽车枢纽站                         |
| 2        | 21       | 商鼎路心怡路   | 商鼎路       |                                      | 汇艺中心、升龙广场                                       |
| 3        | 20       | 东风南路福禄路 | 东风南路     | 海马公园、奥兰花园、海汇港、建业天筑 |                                                          |
| -        | 19       | 东风南路商都路 | 东风南路     | 海马公园、东方港湾、河南省骨科医院   |                                                          |
| 4        | -        | 商都路东风南路 | 商都路       | 海马公园、东方港湾、河南省骨科医院   |                                                          |
| 5        | 18       | 商都路东周村   | 商都路       | 3 东周                               | 郑东商业中心、欧凯龙家居                                 |
| 6        | 17       | 商都路水磨周   | 商都路       |                                      | 郑东建材家具城、五州新村                                 |
| 7        | 16       | 商都路黄河南路 | 商都路       | 3 西周                               | 新华书店广场、财信花园                                   |
| 8        | 15       | 管城中医院     | 商都路       |                                      | 管城中医院、馨馨花园、麦德龙郑东商场                     |
| 9        | 14       | 商都路通泰路   | 商都路       | 3 通泰路                             | 建业五栋大楼、商都世贸中心、红星美凯龙家居               |
| -        | 13       | 商都路十里铺   | 商都路       |                                      | 建业五栋大楼、商都世贸中心、红星美凯龙家居               |
| 10       | 12       | 郑汴路中州大道 | 郑汴路       | 34 东十里铺                          | 建材大世界、建业新天地、建业置地广场、建业艾美酒店       |
| 11       | 11       | 郑汴路英协路   | 郑汴路       |                                      | 英协花园、河南省人民检察院、环球大厦、南航花园新村       |
| 12       | 10       | 郑汴路玉凤路   | 郑汴路       | 3 凤凰台                             | 凤凰城、上悦城、新栋外国语学校                           |
| 13       | 9        | 中博家具中心   | 郑汴路       | 3 博览中心                           | 中原国际博览中心、中博家具中心、绿都广场                 |
| 14       | 8        | 郑汴路东明路   | 郑汴路       |                                      | 绿都广场、御玺大厦、兰桂小区、宇通花园                   |
| 15       | 7        | 郑州文庙       | 东大街       | 3 郑州文庙                           | 郑州文庙、商都遗址公园                                   |
| 16       | 6        | 市第一人民医院 | 东大街       | 23 东大街                            | 郑州市第一人民医院、长江广场、郑州邮政大厦、裕鸿花园     |
| 17       | -        | 东大街紫荆山路 | 东大街       |                                      | 郑州市第一人民医院、长江广场、郑州邮政大厦、裕鸿花园     |
| 18       | 5        | 管城街西大街   | 管城街       | 3 西大街                             | 时代华庭、民族小区                                       |
| 19       | 4        | 市体育场       | 商城路       |                                      | 郑州市体育场、CITY大融城、商城游园                       |
| 20       | 3        | 二七广场人民路 | 人民路       | 13 二七广场                          | 二七广场、商城大厦、天然大厦、鸿成光彩                   |
| -        | 2        | 二七广场正兴街 | 正兴街       | 13 二七广场                          | 二七广场、德化街、郑州华联商厦                           |
| 21       | 1        | 火车站北港湾   | 兴隆街       | 郑州站                               | 郑州站、郑州长途汽车中心站、郑州国际小商品城、红珊瑚酒店 |